# Friedrich Fröbel
Friedrich Wilhelm August Fröbel (néhol Froebel; Oberweißbach, 1782. április 21. – Marienthal, 1852. június 21.) német pedagógus, Pestalozzi diákja.

## Élete

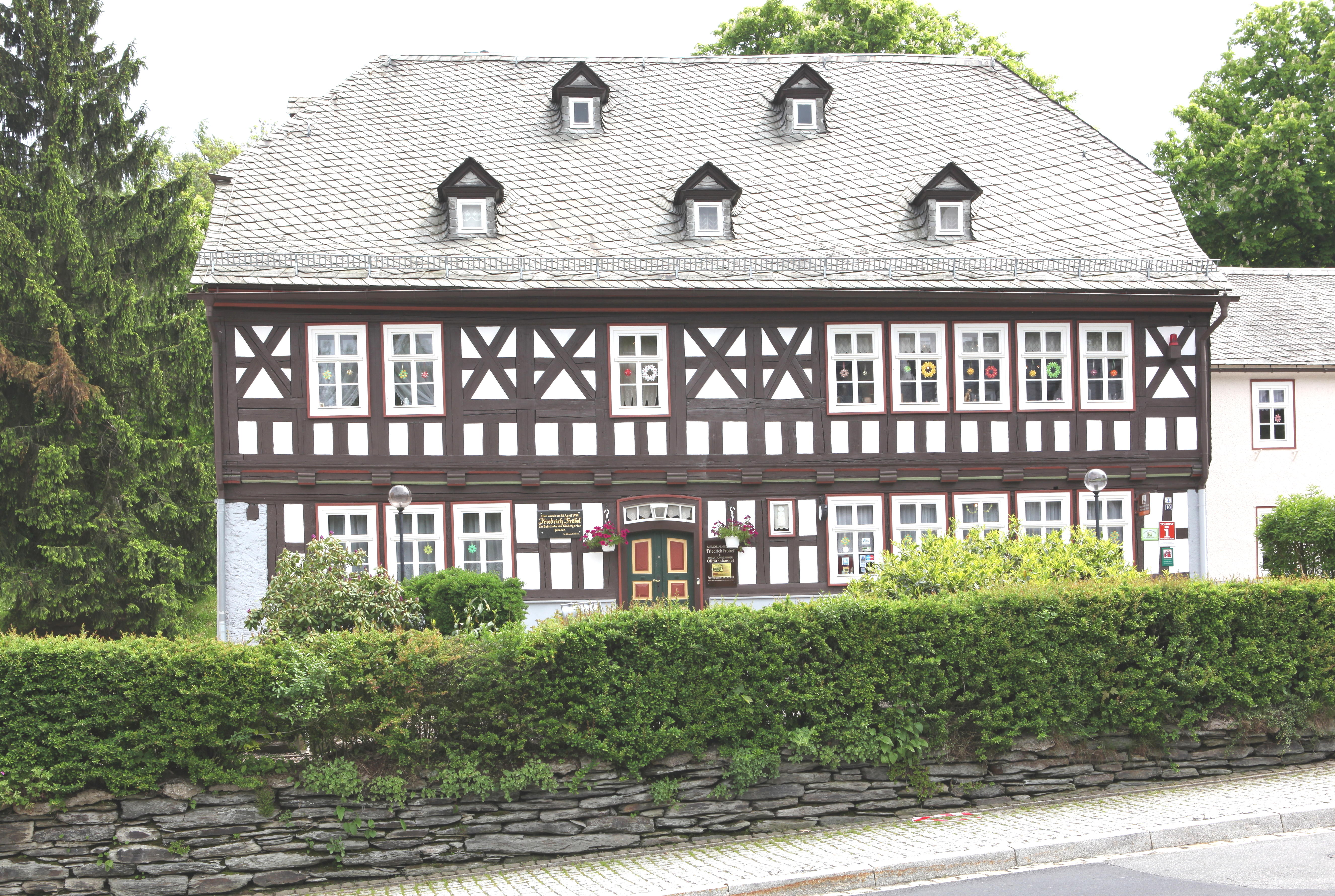
Fröbel szülőháza Oberweißbachban

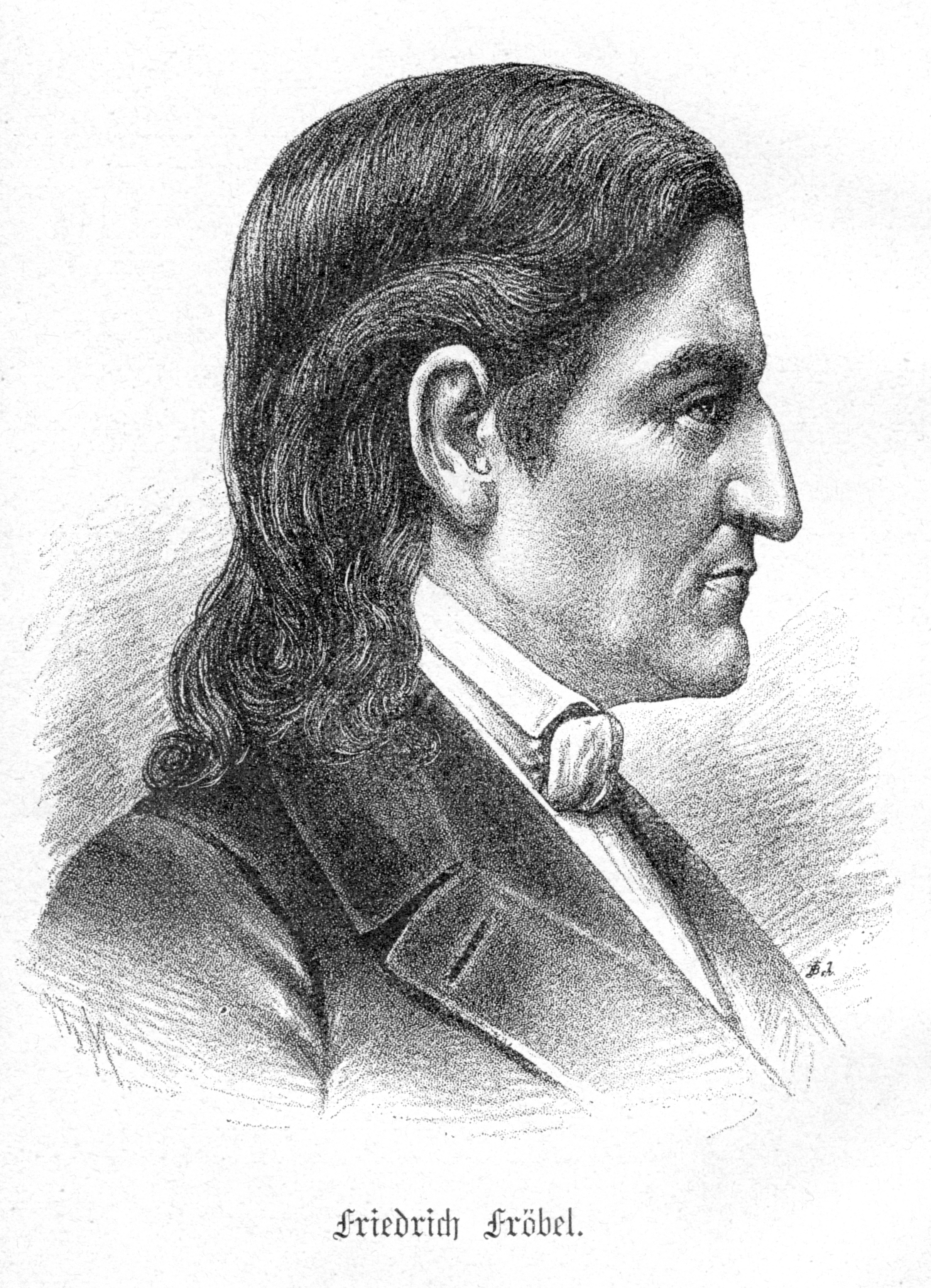
Fröbel, 1830 körül

1837-ben Fröbel nyitotta meg az első németországi óvodát lakóhelyén, Bad Blankenburgban (az akkor még önálló Schwarzburg-Rudolstadt, türingiai német hercegségben). Kezdetben a „játszó és elfoglaló intézmény” névvel illette, melyet 1840-ben „gyermekkert”-re (Kindergarten) változtatott. Az ötlet kis idő múlva elterjedt, hála a Meyer nővéreknek, akik 1849-től kezdve önkéntes munkában szerte Németországban meghonosították Fröbel koncepcióját.

## Magyarul
- Szabó Endre: Neveléstan. Vezérfonal a kis gyermekek nevelésére. Fröbel Frigyes elvei nyomán, a szülők, kis-dedek nevelői, kisdedóvó és gyermekkertésznő-képezdék számára; Gyermekkert-társulat, Kolozsvár, 1874
- Fröbel Frigyes műveiből; ford. Petrich Béla, előszó Kenyeres Elemér; Kisdednevelés, Bp., 1928

## Kapcsolódó szócikk
- Japán óvoda